# Chiesa di San Pier di Sopra
La chiesa di San Pier di Sopra è un edificio sacro situato nel comune di San Casciano in Val di Pesa.
È denominata San Pier di Sopra per distinguerla dalla vicinissima, e posta più a valle, chiesa di San Pier di Sotto.

## Storia
Uno dei documenti più antichi che la riguardano è un contratto nuziale stipulato dal conte Landolfo di Gottizio dei nobili di Piancaldoli nel 1043. In tale contratto il conte assegnò alla sua sposa, Aldina degli Ubertini del Mugello, a titolo di morgincap (dono mattutino), molti beni tra cui il patronato della chiesa di San Pietro a Decimo, che coincide con questa chiesa.
Nel 1397 i patroni erano i parrocchiani. In precedenza e successivamente il patronato spettò ai vescovi fiorentini, ai quali la chiesa era tenuta a pagare annualmente 4 orci di mosto e 2 capponi come censo perpetuo e 4 fiorini piccoli a titolo di pensione. Nel XVI secolo il patronato passò alla famiglia Corsini.
Nonostante fosse priva persino delle campane è stata salvata dalla soppressione degli edifici di culto fatta dalla Diocesi di Firenze nel 1986.

## Descrizione
Architettonicamente non presenta nulla di notevole ed è ad unica navata. Al suo interno era conservata la tavola attribuita al Maestro del Compianto di Scandicci Vergine in Trono tra i Santi Pietro e Paolo (XVI secolo), oggi esposta nel Museo di San Casciano. Nei suoi pressi è posta la Villa delle Corti.